# Guido Stampacchia
Guido Stampacchia, né le 26 mars 1922 à Naples et mort le 27 avril 1978 à Paris, est un mathématicien italien du XXe siècle, connu pour ses travaux sur la théorie des inégalités variationnelles, le calcul de la variation et de la théorie des équations aux dérivées partielles elliptiques.

## Biographie
Stampacchia est né à Naples (Italie), le fils d'Emanuele Stampacchia et Giulia Campagnano. Il fait ses études au Liceo Giambattista Vico (it), à Naples, dans des disciplines classiques, bien que montrant une forte aptitude pour les mathématiques et la physique.

### Études supérieures
En 1940, il est reçu à l'École normale supérieure de Pise pour les études de premier cycle en mathématiques pures. Il est engagé dans l'armée en mars 1943, mais néanmoins réussit à passer les examens au cours de l'été avant de joindre le mouvement de résistance contre les Allemands pour la défense de Rome, en septembre. Il est libéré en juin 1945.
En 1944, il reçoit une bourse à l'université de Naples, ce qui lui a permis de continuer ses études sous la supervision de Renato Caccioppoli and Carlo Miranda (it).

### Carrière
Il renonce en 1945 à continuer ses études à l'École normale supérieure de Pise, préférant un poste d'assistant qui lui est offert à l'Istituto Universitario Navale. En 1952, il remporte le concours national pour la chaire à l'université de Palerme. Il est nommé professeur en Probation à l'université de Gênes, plus tard la même année et a été promu Professeur en 1955.
Il épouse une condisciple, Sara Naldini, en octobre 1948. Leurs enfants Mauro, Renata, Giulia, et Franca sont nés en 1949, 1951, 1955 et 1956, respectivement.
Stampacchia a été actif dans la recherche et l'enseignement tout au long de sa carrière. Il fait d'importantes contributions à un certain nombre de domaines, y compris le calcul de la variation, les inégalités variationnelles et équations différentielles.
En 1967 Stampacchia est élu président de l'Union mathématique italienne. C'est à cette époque que ses efforts de recherche se portent vers le nouveau domaine des inégalités variationnelles, qu'il modélise d'après les conditions aux limites pour les équations aux dérivées partielles. Il est également directeur de l'Istituto per le Applicazioni del Calcolo du Conseil national de la recherche, à partir de décembre 1968 à 1974.
Stampacchia accepte le poste de professeur d'analyse mathématique à l'université de Rome en 1968 et retourne à l'École normale supérieure de Pise en 1970. Il souffre de problèmes cardiaques, pendant l'automne 1973, mais continue ses activités avec la même intensité. Il est professeur invité à l'université du Sussex en février 1976, puis passe un mois au Collège de France en mai-juin. Il passe la période de mars à mai 1977, à l'Institut Courant de l'université de New York, puis à l'université du Minnesota à Minneapolis. Il retourne à Paris en février 1978, où il subit une grave attaque cardiaque dont il se remit lentement à l'hôpital Boucicaut. Mais il subit une autre attaque cardiaque et meurt à l’hôpital le 27 avril 1978.

## Distinctions et hommages
Guido Stampacchia est reçu à l'Académie des Lyncéens, le 24 juillet 1968.
Il reçoit le prestigieux prix Antonio-Feltrinelli.
La médaille Stampacchia, un prix international décerné tous les trois ans pour les contributions au calcul des variations, est créé en 2003.

## Œuvres choisies
- Guido Stampacchia, « Second order elliptic equations and boundary value problems », ICM Proceedings, Stockholm, Almqvist & Wiksells, vol. 1962, vol. 1,‎ 1963 (MR 0176198, zbMATH 0137.06803, lire en ligne).
- avec Sergio Campanato, « Sulle maggiorazioni in Lp nella teoria delle equazioni ellittiche », Bollettino dell’Unione Matematica Italiana, Bologne, Zanichelli, 1965.
- avec Jaurès Cecconi, Lezioni di analisi matematica, I: Funzioni di una variabile, Naples, Liguori editore, 1974,  (ISBN 88-207-0127-8)
- avec Jaurès Cecconi, Lezioni di analisi matematica, II: Funzioni di più variabili, Naples, Liguori, 1980,  (ISBN 88-207-1022-6)
- avec Jaurès Cecconi and Livio Clemente Piccinini, Esercizi e problemi di analisi matematica, Naples, Liguori, 1996,  (ISBN 88-207-0744-6),  (ISBN 978-88-207-0744-6)
- (it) Livio C. Piccinini, Guido Stampacchia et Giovanni Vidossich, Equazioni differenziali ordinarie in Rn (problemi e metodi), vol. 5, Napoli, Liguori Editore, coll. « Serie di matematica e Fisica "T" », 1978, 452 p. (ISBN 978-88-207-0728-6), translated in English as Livio C. Piccinini, Guido Stampacchia et Giovanni Vidossich, Ordinary differential equations in Rn. Problems and methods, vol. 39, New York, Springer-Verlag, coll. « Applied Mathematical Sciences », 1984 (1re éd. 1978), xii+385 (ISBN 0-387-90723-8, DOI 10.1007/978-1-4612-5188-0, MR 0740539, zbMATH 0535.34001).
- with David Kinderlehrer: An introduction to variational inequalities and their applications, NY, Academic Press, 1980[7]
  - Reprint: Society for Industrial and Applied Mathematics, 2000  (ISBN 978-0-89871-466-1) (DOI 10.1137/1.9780898719451.fm)